# Armando Álvarez
Armando Álvarez Álvarez (Colmar, 18 luglio 1970) è un ex calciatore spagnolo, di ruolo difensore.

## Carriera

### Club
Ha sempre giocato nel campionato spagnolo.

### Nazionale
Con la maglia della nazionale ha giocato due partite, entrambe contro Malta, nel 1996 e nel 1997.

## Statistiche

### Cronologia presenze e reti in nazionale
| Cronologia completa delle presenze e delle reti in nazionale ― Spagna | Cronologia completa delle presenze e delle reti in nazionale ― Spagna | Cronologia completa delle presenze e delle reti in nazionale ― Spagna | Cronologia completa delle presenze e delle reti in nazionale ― Spagna | Cronologia completa delle presenze e delle reti in nazionale ― Spagna | Cronologia completa delle presenze e delle reti in nazionale ― Spagna | Cronologia completa delle presenze e delle reti in nazionale ― Spagna | Cronologia completa delle presenze e delle reti in nazionale ― Spagna |
| Data                                                                  | Città                                                                 | In casa                                                               | Risultato                                                             | Ospiti                                                                | Competizione                                                          | Reti                                                                  | Note                                                                  |
| --------------------------------------------------------------------- | --------------------------------------------------------------------- | --------------------------------------------------------------------- | --------------------------------------------------------------------- | --------------------------------------------------------------------- | --------------------------------------------------------------------- | --------------------------------------------------------------------- | --------------------------------------------------------------------- |
| 18-12-1996                                                            | Attard                                                                | Malta                                                                 | 0 – 3                                                                 | Spagna                                                                | Qual. Mondiali 1998                                                   | -                                                                     | 70’                                                                   |
| 12-2-1997                                                             | Alicante                                                              | Spagna                                                                | 4 – 0                                                                 | Malta                                                                 | Qual. Mondiali 1998                                                   | -                                                                     |                                                                       |
| Totale                                                                |                                                                       | Presenze                                                              | 2                                                                     |                                                                       | Reti                                                                  | 0                                                                     |                                                                       |